# Reggio Audace Football Club 2018-2019
Questa voce raccoglie le informazioni riguardanti il Reggio Audace Football Club nelle competizioni ufficiali della stagione 2018-2019.

## Stagione
Nella stagione 2018-2019 la Reggiana dopo una calda estate, caratterizzata dal fallimento con conseguente ripartenza in quarta serie, e salutato il presidente americano Mike Piazza, come Reggio Audace disputa il girone D del campionato di Serie D, raccoglie 66 punti ottenendo il terzo posto alle spalle di Pergolettese e Modena primi con 73 punti. La squadra cremasca vince il girone dopo spareggio con i canarini, Modena e Reggio Audace sono poi ripescate in Serie C. Nei Play-off in semifinale viene battuta (3-1) il Fanfulla di Lodi, dopo i tempi supplementari, poi il 26 maggio 2019 netta sconfitta nella finale a Modena (4-1) e addio ai sogni di promozione. Ma per meriti sportivi e per completare gli organici della terza serie, i granata sono riammessi nel prossimo campionato di Serie C.

## Divise e sponsor
Il fornitore tecnico per la stagione 2018-2019 è Macron. Gli sponsor di maglia sono i seguenti:
- Castelli Group, il cui marchio appare al centro delle divise
- Olmedo, sulla manica sinistra
- Tecnologia & Sicurezza, sul retro sotto il numero di maglia

| Casa | Trasferta | Terza divisa |

## Organigramma societario
Area direttiva
- Presidente: Luca Quintavalli
- Vicepresidente: Marco Arturo Romano fino al 3 dicembre; Mauro Rondanini dal 16 gennaio
- Amministratore delegato: Mauro Carretti
- Consiglieri: Luca Quintavalli, Giuseppe Fico, Gianni Perin, Mauro Carretti, Marzio Ferrari, Marco Arturo Romano (fino al 16 gennaio), Michele Carone (fino al 16 gennaio)
- Direttore generale: Rocco Russo

Area Gestionale
- Segreteria generale, sportiva e biglietteria: Nicola Simonelli
- Segreteria settore giovanile e SLO: Giuseppe Romeo
- Responsabile amministrazione finanza: Davide Miari
- Responsabile marketing: Luca Tedeschi
- Team Manager: Michele Malpeli
- Addetto all’arbitro: Sergio Balia
- Delegato alla sicurezza: Avv. Fabrizio Ciuffreda

Area organizzativa
- Responsabili dei materiali: Matteo Ferri, Roberto Tarrachini

Area comunicazione
- Responsabile area social media: Andrea Russo
- Addetto stampa: Andrea Montanari

Settore Giovanile
- Responsabile settore giovanile: Alberto Biagini
- Responsabile attività di base: Gianluca Notari
- Responsabile scouting e osservatori: Davide Cocchi
- Responsabile dirigenti accompagnatori: Sergio Balia
- Responsabile allenatori dei portieri: Villiam Vecchi

Area tecnica
- Responsabile area tecnica: Tito Corsi
- Direttore sportivo: Marco Lancetti
- Allenatore: Mauro Antonioli
- Allenatore in seconda: Ivan Piccoli
- Match analyst: Damiano Bertani
- Preparatore portieri: Luca Malaguti

Area sanitaria
- Responsabile sanitario: Enrico Ligabue
- Medici: Andrea Pellegrini, Margherita Giovanelli
- Fisioterapisti: Luca Attolini, Simone Ferretti, Ivan Gianferrari
- Preparatore atletico: Davide Cosmi

## Rosa
| N. |                    | Ruolo | Calciatore          |
| -- | ------------------ | ----- | ------------------- |
| 1  | Italia (bandiera)  | P     | Davide Narduzzo     |
| 2  | Italia (bandiera)  | D     | Matteo Bonora       |
| 2  | Italia (bandiera)  | D     | Federico Casanova   |
| 3  | Italia (bandiera)  | D     | Nazzareno Belfasti  |
| 4  | Italia (bandiera)  | D     | Paolo Rozzio        |
| 5  | Italia (bandiera)  | D     | Emanuele Cigagna    |
| 6  | Italia (bandiera)  | C     | Antonio Zaccariello |
| 6  | Italia (bandiera)  | D     | Alessandro Spanò    |
| 7  | Italia (bandiera)  | A     | Nicola Luche        |
| 7  | Tunisia (bandiera) | A     | Ayman Sanat         |
| 8  | Italia (bandiera)  | C     | Mattia Cozzari      |
| 9  | Italia (bandiera)  | A     | Luca Zamparo        |
| 10 | Italia (bandiera)  | C     | Janis Cavagna       |
| 11 | Italia (bandiera)  | A     | Giuseppe Ponsat     |
| 12 | Italia (bandiera)  | P     | Andrea Cavalli      |
| 12 | Italia (bandiera)  | P     | Matteo Stefanini    |
| 13 | Italia (bandiera)  | D     | Gabriele Masini     |

| N. |                    | Ruolo | Calciatore         |
| -- | ------------------ | ----- | ------------------ |
| 14 | Italia (bandiera)  | D     | Giuseppe Palmiero  |
| 15 | Italia (bandiera)  | A     | Giordano Bardeggia |
| 16 | Italia (bandiera)  | C     | Andrea Crema       |
| 16 | Italia (bandiera)  | A     | Gaetano Dammacco   |
| 17 | Italia (bandiera)  | A     | Antonio Broso      |
| 18 | Italia (bandiera)  | D     | Davide Grassi      |
| 19 | Italia (bandiera)  | D     | Gennaro Cozzolino  |
| 20 | Italia (bandiera)  | A     | Marco Pastore      |
| 21 | Nigeria (bandiera) | C     | Wilfred Osuji      |
| 22 | Italia (bandiera)  | P     | Matteo Rossi       |
| 23 | Italia (bandiera)  | C     | Lorenzo Staiti     |
| 24 | Romania (bandiera) | D     | Alex Bran          |
| 25 | Italia (bandiera)  | D     | Gaetano Ungaro     |
| 26 | Italia (bandiera)  | C     | Michele Boldrini   |
| 26 | Perù (bandiera)    | C     | Christian Alvítrez |
| 27 | Italia (bandiera)  | C     | Gabriele Piccinini |
| 28 | Italia (bandiera)  | A     | Matteo Rizzi       |

## Calciomercato

### Sessione estiva (dall'1/7 al 31/8)
| Acquisti | Acquisti            | Acquisti    | Acquisti   |
| R.       | Nome                | da          | Modalità   |
| -------- | ------------------- | ----------- | ---------- |
| P        | Davide Narduzzo     |             | svincolato |
| P        | Matteo Rossi        | Carpi       | prestito   |
| P        | Matteo Stefanini    |             | svincolato |
| D        | Nazzareno Belfasti  | Juventus    | svincolato |
| D        | Matteo Bonora       |             | svincolato |
| D        | Alex Bran           | Chievo      | prestito   |
| D        | Emanuele Cigagna    | Venezia     | svincolato |
| D        | Gennaro Cozzolino   | Messina     | svincolato |
| D        | Davide Grassi       | Kerkyra     | svincolato |
| D        | Gabriele Masini     |             | svincolato |
| D        | Giuseppe Palmiero   |             | svincolato |
| D        | Alessandro Spanò    |             | svincolato |
| C        | Janis Cavagna       | Atalanta    | svincolato |
| C        | Mattia Cozzari      | Bologna     | prestito   |
| C        | Andrea Crema        | Feralpisalò | prestito   |
| C        | Wilfred Osuji       | Varesina    | svincolato |
| C        | Andrea Presicci     |             | svincolato |
| C        | Lorenzo Staiti      | Feralpisalò | svincolato |
| C        | Antonio Zaccariello |             | svincolato |
| A        | Giordano Bardeggia  | Inter       | prestito   |
| A        | Michele Boldrini    | Modena      | svincolato |
| A        | Antonio Broso       | Ravenna     | svincolato |
| A        | Nicola Luche        | Feralpisalò | svincolato |
| A        | Marco Pastore       | Triestina   | svincolato |
| C        | Giuseppe Ponsat     | Monza       | svincolato |
| A        | Matteo Rizzi        |             | svincolato |
| A        | Luca Zamparo        | Cuneo       | svincolato |

| Cessioni | Cessioni            | Cessioni          | Cessioni      |
| R.       | Nome                | da                | Modalità      |
| -------- | ------------------- | ----------------- | ------------- |
| D        | Luca Vignali        | Spezia            | fine prestito |
| A        | Yusupha Bobb        | Cuneo             | definitivo    |
| C        | Gael Genevier       | Messina           | definitivo    |
| C        | Andrea Bovo         | Viterbese         | definitivo    |
| A        | Cristian Altinier   | Mantova           | definitivo    |
| D        | Alessandro Bastrini | Monopoli          | definitivo    |
| A        | Aiman Napoli        | Delta Porto Tolle | definitivo    |

### Sessione di dicembre(dall'1/12 al 14/12)
| Acquisti | Acquisti           | Acquisti      | Acquisti   |
| R.       | Nome               | da            | Modalità   |
| -------- | ------------------ | ------------- | ---------- |
| P        | Andrea Cavalli     | Taranto       | svincolato |
| D        | Gaetano Ungaro     | Castrovillari | svincolato |
| C        | Christian Alvitrez | Fiorenzuola   | svincolato |

| Cessioni | Cessioni            | Cessioni         | Cessioni   |
| R.       | Nome                | a                | Modalità   |
| -------- | ------------------- | ---------------- | ---------- |
| D        | Matteo Bonora       | Traversetolo     | svincolato |
| D        | Davide Grassi       |                  | svincolato |
| C        | Michele Boldrini    | Monterosi Tuscia | svincolato |
| C        | Antonio Zeccariello | Fiorenzuola      | prestito   |
| A        | Nicola Luche        | Calvina Sport    | svincolato |

### Sessione invernale(dal 3/1 al 31/1)
| Acquisti | Acquisti          | Acquisti | Acquisti   |
| R.       | Nome              | da       | Modalità   |
| -------- | ----------------- | -------- | ---------- |
| D        | Federico Casanova | Livorno  | prestito   |
| A        | Gaetano Dammacco  | Matera   | svincolato |

| Cessioni | Cessioni       | Cessioni    | Cessioni      |
| R.       | Nome           | a           | Modalità      |
| -------- | -------------- | ----------- | ------------- |
| P        | Andrea Cavalli | Trapani     | prestito      |
| C        | Andrea Crema   | Feralpisalò | fine prestito |

## Risultati

### Serie D

#### Girone d'andata
| Arbitro: | Picchi (Lucca) |

|                 |           |  |
| D'Appolonia 80’ | Marcatori |  |

| Arbitro: | Bracaccini (Macerata) |

|                     |           |              |
| Vassallo 75’ (aut.) | Marcatori | 20’ Vassallo |

| Arbitro: | Rinaldi (Messina) |

|                |           |                                          |
| Dall'Agata 71’ | Marcatori | 36’ Osuji 51’ (aut.) Okonkwo 56’ Zamparo |

| Arbitro: | Emmanuele (Pisa) |

|                                          |           |  |
| Spanò 15’ 20’ Zamparo 30’ 81’ Staiti 87’ | Marcatori |  |

| Fiorenzuola d'Arda 14 ottobre 2018, ore 15:00 CEST 5ª giornata | Fiorenzuola             | 0 – 0 | Reggio Audace | Stadio comunale (1 150 spett.)\| Arbitro: \| Arena (Torre del Greco) \| |
| Arbitro:                                                       | Arena (Torre del Greco) |       |               |                                                                         |

| Arbitro: | Ancora (Roma 1) |

|             |           |  |
| Zamparo 22’ | Marcatori |  |

| Arbitro: | Catanoso (Reggio Calabria) |

|                      |           |  |
| Balla 55’ Duca 90+1’ | Marcatori |  |

| Arbitro: | Taricone (Perugia) |

|                         |           |             |
| Mastrototaro 79’ (aut.) | Marcatori | 70’ Rantier |

| Arbitro: | Campobasso (Formia) |

|  |           |                    |
|  | Marcatori | 57’ (rig.) Zamparo |

| Arbitro: | Scatena (Avezzano) |

|                                     |           |               |
| Zamparo 5’ (rig.) 29’ Bardeggia 10’ | Marcatori | 53’ Dall'Osso |

| Arbitro: | Vergaro (Bari) |

|  |           |                                           |
|  | Marcatori | 8’ Bardeggia 25’, 70’ Zamparo 47’ Pastore |

| Arbitro: | Bergamin (Castelfranco Veneto) |

|                                     |           |  |
| Bardeggia 9’ Zamparo 27’ Ponsat 70’ | Marcatori |  |

| Arbitro: | Di Marco (Ciampino) |

|              |           |  |
| Ferrario 66’ | Marcatori |  |

| Arbitro: | Campagnolo (Bassano del Grappa) |

|                                |           |  |
| Spanò 20’ Staiti 45’ Broso 68’ | Marcatori |  |

| Arbitro: | Monaco (Termoli) |

|           |           |                       |
| Mauri 36’ | Marcatori | 56’ Ponsat 73’ Staiti |

| Arbitro: | Croce (Novara) |

|                     |           |           |
| Brognoli 27’ (rig.) | Marcatori | 20’ Spanò |

| Arbitro: | Dallapiccola (Trento) |

|             |           |                         |
| Zamparo 56’ | Marcatori | 21’ Faini 73’ Mozzanica |

#### Girone di ritorno
| Arbitro: | Gullotta (Siracusa) |

|                               |           |             |
| Zamparo 38’ (rig.) Staiti 85’ | Marcatori | 27’ Porcino |

| Arbitro: | Centi (Viterbo) |

|                   |           |                 |
| De Cristofaro 66’ | Marcatori | 15’, 65’ Ponsat |

| Arbitro: | Lovison (Padova) |

|              |           |  |
| Alvítrez 51’ | Marcatori |  |

| Arbitro: | Cavaliere (Paola) |

|             |           |  |
| Morello 18’ | Marcatori |  |

| Reggio Emilia 3 febbraio 2019, ore 14:30 CET 22ª giornata | Reggio Audace      | 0 – 0 | Fiorenzuola | Mapei Stadium - Città del Tricolore (4 060 spett.)\| Arbitro: \| Nicolini (Brescia) \| |
| Arbitro:                                                  | Nicolini (Brescia) |       |             |                                                                                        |

| Arbitro: | Arena (Torre del Greco) |

|                        |           |                             |
| Bernasconi 4’ Roma 75’ | Marcatori | 38’ Zamparo 90+2’ Bardeggia |

| Arbitro: | Catallo (Frosinone) |

|                                     |           |  |
| Zamparo 4’ Bardeggia 29’ Staiti 68’ | Marcatori |  |

| Arbitro: | Scarpa (Collegno) |

|             |           |              |
| Rantier 42’ | Marcatori | 39’ Belfasti |

| Arbitro: | Bordin (Bassano del Grappa) |

|                                  |           |                   |
| Bardeggia 15’ Zamparo 27’ (rig.) | Marcatori | 66’ (aut.) Ungaro |

| Arbitro: | Bianchini (Perugia) |

|          |           |                      |
| Sala 32’ | Marcatori | 5’ Cavagna 23’ Osuji |

| Arbitro: | Madonia (Palermo) |

|            |           |  |
| Zamparo 6’ | Marcatori |  |

| Arbitro: | Taricone (Perugia) |

|           |           |                                  |
| Greco 58’ | Marcatori | 78’ (rig.) Zamparo 90+4’ Cozzari |

| Reggio Emilia 7 aprile 2019, ore 15:00 CEST 30ª giornata | Reggio Audace  | 0 – 0 | Modena | Mapei Stadium - Città del Tricolore (10 486 spett.)\| Arbitro: \| Caldera (Como) \| |
| Arbitro:                                                 | Caldera (Como) |       |        |                                                                                     |

| Arbitro: | Rinaldi (Messina) |

|              |           |                  |
| Caprioni 81’ | Marcatori | 25’, 33’ Zamparo |

| Arbitro: | Grasso (Ariano Irpino) |

|                              |           |               |
| Sanat 19’ Zamparo 73’ (rig.) | Marcatori | 3’, 60’ Mauri |

| Arbitro: | Porcheddu (Oristano) |

|                                              |           |  |
| Pastore 30’ Sanat 39’ Zamparo 42’ Ponsat 81’ | Marcatori |  |

| Arbitro: | Mirabella (Napoli) |

|                                                      |           |                         |
| Mozzanica 1’ Bardelloni 21’ Farimbella 26’ Laner 74’ | Marcatori | 11’ Ponsat 60’ Dammacco |

#### Play-off
| Arbitro: | Scarpa (Collegno) |

|                                     |           |                     |
| Zamparo 83’ (rig.), 98’ Ponsat 107’ | Marcatori | 63’ (rig.) Brognoli |

| Arbitro: | Galipò (Firenze) |

|                                                |           |             |
| Ferrario 22’, 62’ Sansovini 48’ Baldazzi 90+3’ | Marcatori | 84’ Zamparo |

### Coppa Italia Serie D
| Arbitro: | Zamagni (Cesena) |

|           |           |  |
| Broso 58’ | Marcatori |  |

| Arbitro: | Bordin (Bassano del Grappa) |

|             |           |  |
| Cigagna 69’ | Marcatori |  |

| Arbitro: | Dallapiccola (Trento) |

|            |           |                           |
| Ponsat 63’ | Marcatori | 71’ Zuppardo 90+1’ Errico |

## Statistiche

### Statistiche di squadra
| Competizione         | Punti | In casa | In casa | In casa | In casa | In casa | In casa | In trasferta | In trasferta | In trasferta | In trasferta | In trasferta | In trasferta | Totale | Totale | Totale | Totale | Totale | Totale | DR  |
| Competizione         | Punti | G       | V       | N       | P       | Gf      | Gs      | G            | V            | N            | P            | Gf           | Gs           | G      | V      | N      | P      | Gf     | Gs     | DR  |
| -------------------- | ----- | ------- | ------- | ------- | ------- | ------- | ------- | ------------ | ------------ | ------------ | ------------ | ------------ | ------------ | ------ | ------ | ------ | ------ | ------ | ------ | --- |
| Serie D              | 66    | 17      | 11      | 5       | 1       | 33      | 9       | 17           | 8            | 4            | 5            | 24           | 19           | 34     | 19     | 9      | 6      | 57     | 28     | +29 |
| Play-off             | -     | 1       | 1       | 0       | 0       | 3       | 1       | 1            | 0            | 0            | 1            | 1            | 4            | 2      | 1      | 0      | 1      | 4      | 5      | -1  |
| Coppa Italia Serie D | -     | 3       | 2       | 0       | 1       | 3       | 2       | 0            | 0            | 0            | 0            | 0            | 0            | 3      | 2      | 0      | 1      | 3      | 2      | +1  |
| Totale               | 66    | 21      | 14      | 5       | 2       | 39      | 12      | 18           | 8            | 4            | 6            | 25           | 23           | 39     | 22     | 9      | 8      | 64     | 35     | +29 |

### Andamento in campionato
| Giornata  | 1  | 2  | 3 | 4 | 5 | 6 | 7 | 8 | 9 | 10 | 11 | 12 | 13 | 14 | 15 | 16 | 17 | 18 | 19 | 20 | 21 | 22 | 23 | 24 | 25 | 26 | 27 | 28 | 29 | 30 | 31 | 32 | 33 | 34 |
| --------- | -- | -- | - | - | - | - | - | - | - | -- | -- | -- | -- | -- | -- | -- | -- | -- | -- | -- | -- | -- | -- | -- | -- | -- | -- | -- | -- | -- | -- | -- | -- | -- |
| Luogo     | T  | C  | T | C | T | C | T | C | T | C  | T  | C  | T  | C  | T  | T  | C  | C  | T  | C  | T  | C  | T  | C  | T  | C  | T  | C  | T  | C  | T  | C  | C  | T  |
| Risultato | P  | N  | V | V | N | V | P | N | V | V  | V  | V  | P  | V  | V  | N  | P  | V  | V  | V  | P  | N  | N  | V  | N  | V  | V  | V  | V  | N  | V  | N  | V  | P  |
| Posizione | 14 | 14 | 8 | 4 | 7 | 4 | 7 | 7 | 5 | 4  | 3  | 2  | 3  | 3  | 3  | 3  | 3  | 3  | 3  | 3  | 3  | 3  | 3  | 3  | 3  | 3  | 3  | 3  | 3  | 3  | 3  | 3  | 3  | 3  |

Legenda:

Luogo: C = Casa; T = Trasferta. Risultato: V = Vittoria; N = Pareggio; P = Sconfitta.

## Biblioteca
Mauro Del Bue, Una storia Reggiana, vol. IV, le partite, i personaggi, le vicende dalla serie A al centenario, Tecnograf Reggio Emilia 2019, pp. 335–349.
Collegamenti esterni, Stagione 2018-2019, Una storia Reggiana, le partite, i personaggi, le vicende dalla serie A al centenario, (Vol. IV) pdf, https://www.tecnograf.biz/wordpress/wp-content/uploads/2020/01/2018-2019.pdf